# لي تشايلدز
لي تشايلدز (بالإنجليزية: Lee Childs)‏ مواليد 11 يونيو 1982 في إنجلترا، هو لاعب كرة مضرب بريطاني يلعب باليد اليمنى. أعلى تصنيف له في الفردي كان المركز الـ 251 في سنة 2004.

## بطولات حققها
- بطولة أمريكا المفتوحة للتنس

## روابط خارجية
- لي تشايلدز على موقع رابطة محترفي التنس (الإنجليزية)
- لي تشايلدز على موقع الاتحاد الدولي لكرة المضرب (الإنجليزية)
- لي تشايلدز على موقع خلاصة التنس.كوم (الإنجليزية)
- لي تشايلدز على موقع إي إس بي إن.كوم (الإنجليزية)